# Karel Třešňák
Karel Třešňák (Karlovy Vary, 21 de febrero de 1949) es un deportista checoslovaco que compitió en piragüismo en la modalidad de eslalon. Ganó siete medallas en el Campeonato Mundial de Piragüismo en Eslalon entre los años 1971 y 1979.
Participó en los Juegos Olímpicos de Múnich 1972, ocupando el séptimo lugar en la prueba de C1.

## Palmarés internacional
| Campeonato Mundial | Campeonato Mundial  | Campeonato Mundial | Campeonato Mundial |
| Año                | Lugar               | Medalla            | Competición        |
| ------------------ | ------------------- | ------------------ | ------------------ |
| 1971               | Merano (Italia)     | Medalla de bronce  | C1 por equipos     |
| 1973               | Muotathal (Suiza)   | Medalla de oro     | C1 por equipos     |
| 1973               | Muotathal (Suiza)   | Medalla de plata   | C1 individual      |
| 1975               | Skopie (Yugoslavia) | Medalla de oro     | C1 por equipos     |
| 1977               | Spittal (Austria)   | Medalla de bronce  | C1 individual      |
| 1977               | Spittal (Austria)   | Medalla de bronce  | C1 por equipos     |
| 1979               | Jonquière (Canadá)  | Medalla de bronce  | C1 por equipos     |